# 1012 w polityce

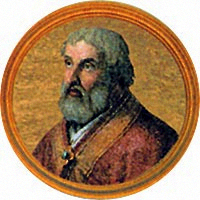
Papież Sergiusz IV

Wydarzenia polityczne w 1012 roku.

## Wydarzenia
- Nieudana wyprawa niemiecka na Polskę, w odwecie Bolesław I Chrobry zdobył Lubuszę nad Łabą[1].
- Malcolm II[2] pokonuje Duńczyków pod Cruden Bay[3].
- Teofilatto z rodu Tusculanich zostaje papieżem[4].

## Urodzili się
- Harold I Zajęcza Stopa[5], król Anglii w latach 1035–1040[6][7].

## Zmarli
- 12 maja Sergiusz IV, papież[8][9].